# Escut del Sudan
L'escut del Sudan, més aviat un emblema que no un escut d'armes, fou adoptat el 1969.

## Descripció
Hi figura un ocell secretari (Sagittarius serpentarius) amb les ales desplegades i mirant a la destra, carregat amb un escut de l'època de Muhàmmad Àhmad, l'autoproclamat mahdí que va governar breument el Sudan al segle xix. Vorejant l'ocell hi ha dues cintes; la del capdamunt porta inscrit en àrab el lema nacional, النصر لنا (An-naṣr la-nā, «La victòria és nostra»), mentre que la inferior proclama el nom oficial de l'Estat, جمهورية السودان Jumhūríyyat as-Sūdān («República del Sudan»).
L'escut, a més a més de ser l'emblema estatal, forma part també del segell del President.

### El secretari
El secretari és un ocell típic sudanès que fou elegit com a variant local de l'Àguila de Saladí i del Falcó de Quraix present en l'emblema d'alguns estats àrabs com ara Egipte, per tant està associat al nacionalisme àrab.

## Escut anterior

Escut anterior al 1970

L'antic escut del Sudan consistia en un rinoceront emmarcat per dues palmeres i branques d'olivera, amb la denominació de l'estat, Jumhūríyyat as-Sūdān («República del Sudan»), a la part de sota.